# Hyllested (Syddjurs)
Hyllested is een plaats in de Deense regio Midden-Jutland, gemeente Syddjurs.
De plaats ligt in het oosten van schiereiland Djursland en kent een gelijknamige parochie.